# Amazonmanat
Amazonmanat (Trichechus inunguis) är en av tre arter i släktet manater och lever uteslutande i Amazonfloden och dess tillflöden. Arten är ett vattenlevande däggdjur och hör till ordningen sirendjur, även kallade sjökor. 

## Utseende
Amazonmanaten är blyaktigt grå och har ett tjockt skrynkligt skin. Fullvuxen når den en längd på omkring 2,5-3 meter och en vikt på omkring 350-500 kg , vilket gör den till den minsta manaten. De tre arterna manater och den närsläktade dugong är unika på så sätt att de är den enda växtätande marina däggdjuren. Amazonmanaten saknar också naglar på spetsen av fenorna till skillnad från de övriga arterna manater.

## Utbredning och biotop
Amazonmanaten bebor miljöer i låglänta tropiska områden under 300 meter över havet där mängden vattenlevande växter är stor. De föredrar lugna, grunda vatten, långt från mänskliga bosättningar. Individer av arten flyttar ofta mellan grundare vatten och djupare vatten beroende på säsong. De grundare vattnen ger rikligt med föda till djuren under regnsäsongen medan djupa sjöar skyddar dem under den torra perioden. 
Utbredningsområdet sträcker sig över Brasilien, Colombia, Ecuador, Guyana och Peru.

## Levnadssätt
Arten lever vanligen i mindre familjegrupper med fyra till åtta individer. De kan vara aktiva på dagen och på natten och vistas som alla sirendjur uteslutande i vattnet. Vanligen kommer de flera gånger per minut upp till vattenytan för att andas men de kan stanna upp till 14 minuter i djupet. Amazonmanaten utför större vandringar på grund av tillgången till födan under de olika årstiderna. Under torra perioder samlas individerna i djupare floder och insjöar. Till exempel förenas vid dessa tider omkring 1000 individer i Lago Amana i västra Brasilien.
Amazonmanaten livnär sig av vattenväxter av bland annat särvsläktet, musselblomma och pilbladssläktet. Den äter under regntiden större mängder och svälter under den torra perioden.
Efter dräktigheten som varar ungefär ett år (328 dagar) föder honan mellan februari och maj ett enda ungdjur. Nyfödda ungar har en vikt mellan 10 och 15 kg och är cirka 70 cm långa. De stannar ett till två år hos modern. För livslängden i naturen finns inga uppgifter, individer i fångenskap blev lite över 12 år gamla.

## Taxonomi
En väsentligt mindre variant av amazonmanaten, kallad dvärgmanat (T. bernhardi sp. nov.), har upptäckts i Rio Arauazinho och lever i mer snabbflödande vattendrag. Den småväxta manaten mäter fullvuxen endast 130 cm och når en vikt på omkring 60 kg. Den är betydligt mörkare än de blyaktigt gråfärgade vanliga amazonmanaterna och har en närmast svart ton på skinnet. Dvärgsorten, som nyligen upptäcktes av Marc van Roosmalen men som de boende i området länge har känt till, anses vara mer aggressiv än dess större släktingar. Dess vetenskapliga status är ännu oklar och det är osäkert om den kommer betraktas som en separat art från amazonmanaten. Genetiska tester har visat att den under alla omständigheter är närmare släkt med amazonmanaten än de två andra arterna manater. 

## Status
Olaglig jakt anses som det största hotet mot arten, som till stor omfattning saknar naturliga fiender. Stora mängder manater jagades tidigare och även om jakten inte är lika omfattande idag jagas djuren fortfarande över hela regionen. Köttet från manaterna värderas högt men även andra delar av djuret anses värdefulla. Fett från djuren används i matlagning och som medicin, ben används till verktyg och amuletter och från skinnet skapas ett mycket starkt läder. Idag finns inga nationella insatser för att skydda amazonmanaten med undantag av Colombia. Arten har noterats i flera skyddade områden i Ecuador, Colombia, Peru och Brasilien. Tyvärr jagas djuren även inom de skyddade områdena. Ett annat möjligt hot mot arten är ökad förorening av floderna.